# Wola
För andra betydelser, se Wola (olika betydelser).

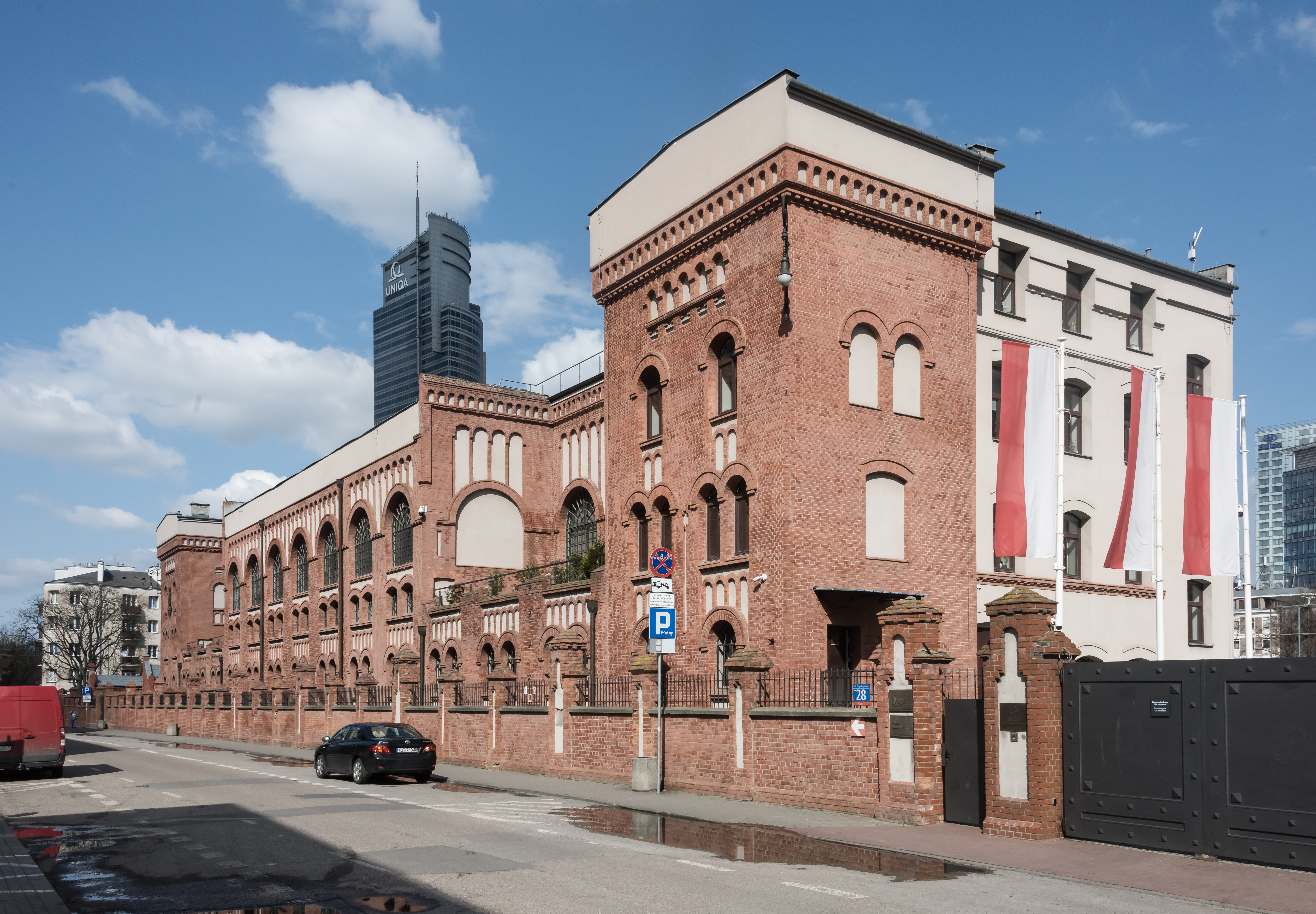
Warszawaupprorets Museum

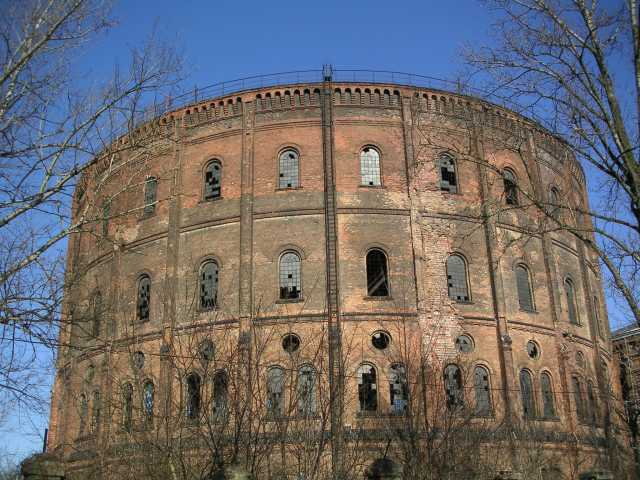
En sliten gasklocka vid det gamla gasverket i Wola

Wola är ett distrikt i västra Warszawa.
I samband med Warszawaupproret i augusti 1944 massakrerades närmare 50 000 människor i Wola.
Stadsdelen var tidigare ett utpräglat industriområde och hade en stark arbetarrörelse. Numera är Wola en av de stadsdelar i Warszawa där det byggs mest. Genom detta håller stadsdelen sakta på att förtätas och få en mer utpräglad innerstadskaraktär. Under drygt tjugo års tid har Wola fått allt fler moderna kontorsbyggnader och flera storbanker har sina huvudkontor i Wola. Många äldre industrilokaler är slitna, många har rivits och enstaka har rustats upp och fått en annan användning. Ett exempel på det är ett gammalt kraftverk som har gjorts om till Warszawaupprorets Museum.